# 小亨利·卡伯特·洛奇

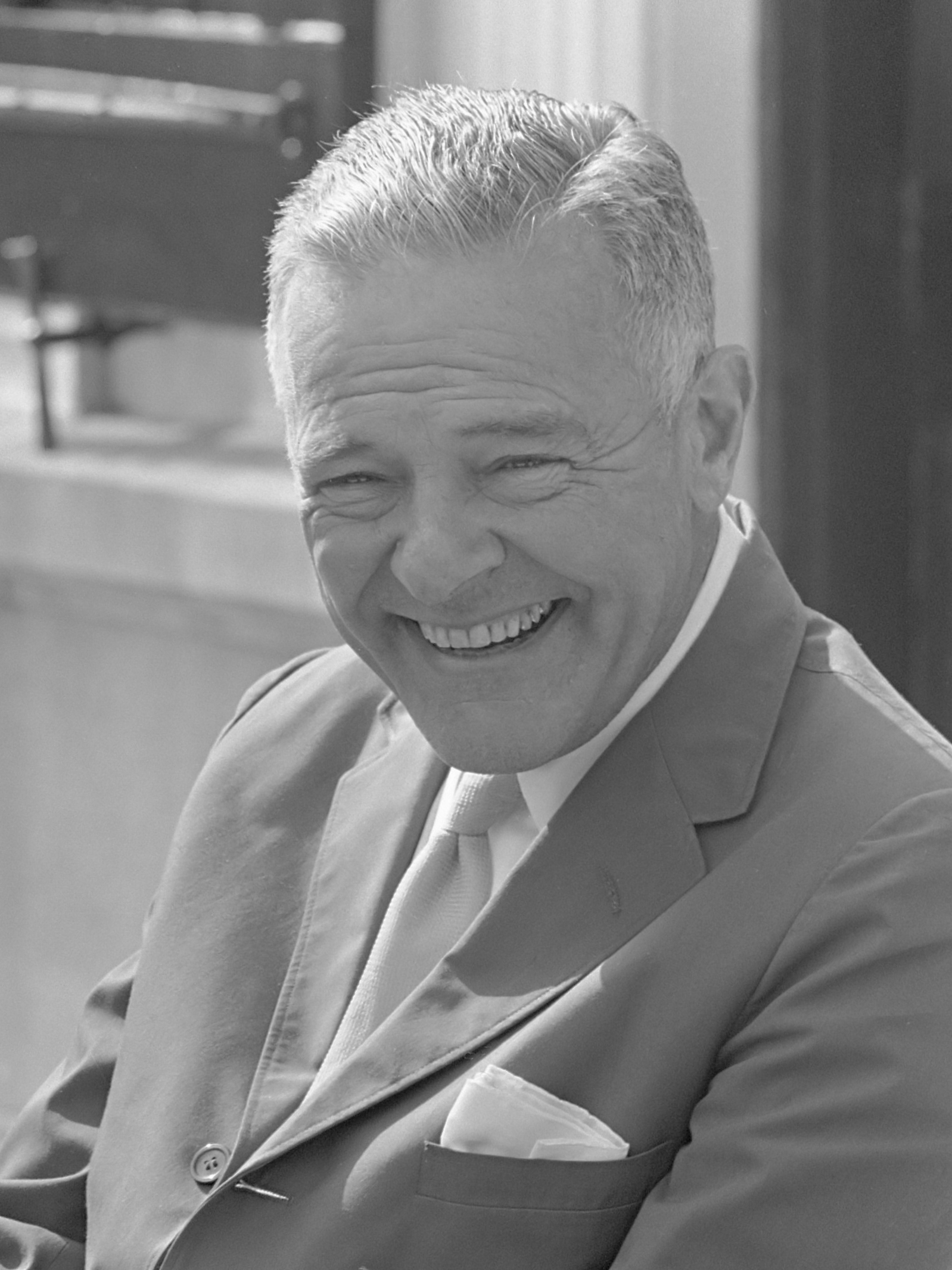
小亨利·卡伯特·洛奇

亨利·卡伯特·洛奇（英語：Henry Cabot Lodge Jr.，1902年7月5日—1985年2月27日）是美国的外交官，曾任美国联邦参议员、美国驻联合国代表。父亲是诗人乔治·卡伯特·洛奇，祖父是参议员亨利·卡伯特·洛奇。

## 生平
1902年，出生于马萨诸塞州。1924年，获哈佛大学罗曼语文学学士。1933年，当选马萨诸塞州参议员。1936年，当选为美国联邦参议员。1946年，支持杜鲁门主义、马歇尔计划、组建北约。1953年，被总统德怀特·艾森豪威尔任命为驻联合国代表。
1960年，和理查德·尼克松搭档竞选，败给约翰·肯尼迪、林登·约翰逊。1963年，出任美国驻南越大使，上任初收到243号电报。1967年，担任巡回大使。1968年，出任美国驻西德大使。1969年，在巴黎开始举行会谈，担任越南问题的美方谈判代表。1970年出任美國駐教廷代表。1985年，在家乡病逝。